# Gerousia
Gerousia (Oudgrieks: γερουσία) was in het oude Griekenland de algemene benaming voor de Raad van Ouden (< γέροντες, ± senaat), die in de koningstijd de regerende vorst als raadgevers terzijde stonden, en ook later nog tijdens de Klassieke periode in sommige oligarchisch georganiseerde poleis (onder andere Sparta, Argos, Elis, Korinthe) een soortgelijk advies- en / of bestuurslichaam vormden. De leden werden aangeduid als geronten, waarvan het woord gerontocratie is afgeleid.
Het meest bekend is ons de gerousia van Sparta, waar zij tot in de 3e eeuw v.Chr. een essentiële rol in de staatsinrichting bleef spelen. In Sparta bestond de gerousia (in het Lakonisch dialect γερωχία) uit de beide koningen en 28 oude mannen van boven de 60 jaar, die door de Spartaanse burgers voor het leven werden gekozen. De gerousia stond de koningen en de eforen daadwerkelijk bij in het staatsbestuur, mocht wetsvoorstellen (ῥήτραι / rhètrai) indienen en sprak recht in vereniging met koningen en eforen. 
De leden van de Spartaanse gerousia waren aan niemand verantwoording verschuldigd, maar hun invloed werd in de praktijk beperkt door het feit dat de gerousia niet het recht had om de apella, de volksvergadering van Spartaanse burgers, bijeen te roepen.
In principe kon elke Spartaanse burger, die tijdens zijn jeugd de militaire opleiding had gevolgd, vanaf de leeftijd van 60 jaar tot deze raad verkozen worden. In de praktijk werden kandidaten echter bij voorkeur geselecteerd uit de vooraanstaande aristocratische families, en het is niet verwonderlijk dat het merendeel van de leden behoorden tot de beide koningshuizen, de Agiaden en de Eurypontiden.
Al verliepen de verkiezingen voor de gerousia democratisch, toch hadden enkele contemporaine critici van het oligarchische systeem in Sparta (onder wie de Atheense filosoof Aristoteles) ernstige bedenkingen over de eerlijkheid van deze verkiezingen.